# Пышмынцев, Василий Николаевич
Василий Николаевич Пышмынцев (1915 год, с. Викторовка — 1974, там же) — колхозник, комбайнёр Айдабульской МТС Зерендинского района Кокчетавской области, Казахская ССР. Герой Социалистического Труда (1951).

## Биография
Родился в 1915 году в селе Викторовка.
После получения неполного среднего образования устроился на работу на Айдабульскую МТС. В 1946 году был избран председателем колхоза «Смычка». С 1948 года работал механиком-комбайнёром на Айдабульской МТС.
В 1950 году на сцепке двух комбайнёров намолотил 13878 центнеров зерна. За эти выдающиеся трудовые достижения удостоен в 1951 году звания Героя Социалистического Труда.
С 1965 года — управляющий отделением совхоза имени 40-летия Казахской ССР.
Скончался 24 марта 1974 года. Похоронен на православном кладбище села Викторовка Зерендинского района.

## Награды
- Герой Социалистического Труда — указом Президиума Верховного Совета СССР от 21 августа 1951 года
- Орден Ленина
- Медаль «За трудовую доблесть»